# Martin (Dél-Dakota)
Martin település az Amerikai Egyesült Államok Dél-Dakota államában, Bennett megyében, melynek megyeszékhelye is. Lakosainak száma 938 fő (2020. április 1.).

## Népesség
A település népességének változása:

| 2010 | 1 071 |
| 2020 | 938   |